# Il prof. dott. Guido Tersilli primario della clinica Villa Celeste convenzionata con le mutue
Il prof. dott. Guido Tersilli primario della clinica Villa Celeste convenzionata con le mutue è un film commedia italiano del 1969, diretto da Luciano Salce e interpretato da Alberto Sordi.
È il seguito del Medico della mutua (1968) di Luigi Zampa, ancora con Sordi protagonista.

## Trama
Il professor Guido Tersilli, primario di una prestigiosa clinica, tiene in particolare considerazione spese, bilanci e convenzioni, cosicché le cure migliori diventano appannaggio esclusivo dei malati ricchi o comunque disposti a pagare profumatamente, con totale disinteresse per chi, invece, è costretto a ricorrere alla convenzione mutualistica. L'avidità di Tersilli, sostenuta anche dalla madre, non conosce limiti e nulla riesce a scalfirla, neppure la disapprovazione di medici e collaboratori che alla fine, per la salute dei pazienti ed anche per loro tornaconto, decidono di abbandonare la clinica lasciando solo il primario. Durante una notte una sua paziente anziana, ricoverata nella clinica si sente male, e ha bisogno di un intervento chirurgico immediato. Tersilli capendo di non essere all’altezza di un intervento tra mille titubanze sta per operare la paziente, ma per fortuna chiamato dalla moglie di Tersilli interviene il professor Azzarini che salva la vita all’anziana e la rispettabilità di medico di Tersilli.
Messo ormai alle corde dalle mille difficoltà, Tersilli medita per un momento di lasciare l'incarico per tornare a curare i mutuati quando il ritorno della madre da un intervento di chirurgia estetica in una clinica svizzera apre di fronte al dottore un'allettante prospettiva: trasformare Villa Celeste in un'attrezzata e lussuosa clinica di chirurgia estetica e centro estetico per il benessere psicofisico dando voce allo slogan «La vecchiaia e la bruttezza sono malattie dalle quali si può e si deve guarire».

## Produzione
Il titolo originale del film era: Il prof. dott. Guido Tersilli primario della clinica Villa Celeste delle Piccole Ancelle dell'Amore Misericordioso convenzionata con le mutue che poi, per motivi di distribuzione, fu leggermente abbreviato.
Qui, come nella prima pellicola, le scene in cui recitano insieme Alberto Sordi e Pupella Maggio hanno il sonoro in presa diretta, non sono quindi state doppiate.

### Luoghi delle riprese
La clinica del film è la Casa di cura Pio XI che si trova a Roma in via Aurelia 559. L'aspetto esterno mostrato è diverso da quello visibile oggi, i celebri corridoi in cui il dottor Tersilli prima passeggia con i medici e poi volteggia con le assistenti nella scena finale sono gli stessi.

## Distribuzione
Il film uscì nelle sale di prima visione a ridosso del Natale 1969 (a Roma il 19 dicembre, a Milano il 23 dicembre) e fu il terzo maggiore incasso nella stagione cinematografica italiana 1969-70 con £ 2.283.525.000.

## Colonna sonora
La colonna sonora è di Piero Piccioni; il brano che accompagna i movimenti dell'équipe medica lungo i corridoi della clinica è la Marcia di Esculapio. II lungo e incalzante assolo di batteria che fa da introduzione è suonato dal batterista Pierino Munari. Canto e vocalizzi di Lydia MacDonald.